# モンテビデオ・ワンダラーズFC
モンテビデオ・ワンダラーズ・フトボル・クルブ（スペイン語: Montevideo Wanderers Fútbol Club）は、ウルグアイの首都モンテビデオを本拠地とするサッカークラブである。2022シーズンはプリメーラ・ディビシオンに所属。

## 概要
クラブ創設は1902年。現在も活動を続ける主要クラブの中では、ペニャロール（CURCC時代を含む）、ナシオナルに次いで古い歴史を持つ。プリメーラ・ディビシオン在籍年数はナシオナル、ペニャロールに次いで3番目に長い。アマチュアリーグ時代（1900年-1931年）に3回の国内リーグ優勝を記録している。

## 歴史
1902年8月15日にクラブ創設。1903年からプリメーラ・ディビシオンに参加。アマチュアリーグ時代の1906年、1909年、1931年に国内リーグを制した。1920年代まで開催されていた国内カップ戦のコパ・コンペテンシア、コパ・デ・オノールのタイトル獲得数は、ともにナシオナル、ペニャロールに次いで3位である。
この時代のワンダラーズは国際大会でも活躍した。当時、アルゼンチンサッカー協会（AFA）とウルグアイサッカー協会（AUF）は、両国のカップ戦王者同士が対戦するタイ・カップ（Tie Cup）とコパ・デ・オノール・クセニエール（Copa de Honor Cusenier）を共催していた。ワンダラーズはウルグアイの代表としてこれらの大会に何度か出場しており、特にタイ・カップではウルグアイ勢最多となる3回の優勝を遂げた。
ウルグアイ国内リーグは、1923年から1925年までの間、AUF主催リーグとFUF主催リーグの2リーグに分裂して開催されていた。ワンダラーズは、AUF主催リーグには本来のモンテビデオ・ワンダラーズとして、もう一方のFUF主催リーグにはアトレティコ・ワンダラーズ（Atlético Wanderers）として、両方のリーグに参加した。FUF主催リーグでアトレティコ・ワンダラーズが1923年に優勝、1924年に準優勝の活躍を見せたが、FUF主催リーグの結果はウルグアイサッカー協会（AUF）から公式記録として認められていない。
1975年にはコパ・リベルタドーレスに初出場を果たした。同大会には2020年までに9回出場しており、最高位は2002年と2015年のベスト16である。
1940年代以降は主要タイトルから遠ざかっている古豪だが、2013-14シーズン、2016シーズンでは国内リーグで2位になっており、クラブ創設以来、長年にわたって安定した成績を維持している。

## タイトル

### 国内タイトル
- プリメーラ・ディビシオン（1900-）：3回
  - 1906, 1909, 1931

- コパ・コンペテンシア（1904-1925）：5回
  - 1906, 1908, 1911, 1917, 1918
- コパ・デ・オノール（1905-1922）：2回
  - 1908, 1910

- セグンダ・ディビシオン（1903-）：4回
  - 1952, 1962, 1972, 2000

- プリメーラ・ディビシオン（FUF）（1923-1925）：1回　※AUF非公認[3]
  - 1923

### 国際タイトル
- タイ・カップ（1900-1919）：3回
  - 1911, 1917, 1918
- コパ・デ・オノール・クセニエール（1905-1920）：1回
  - 1908

## 現所属メンバー
2024年8月15日現在
注：選手の国籍表記はFIFAの定めた代表資格ルールに基づく。
| No. | Pos. |            | 選手名                     |
| --- | ---- | ---------- | -------------------------- |
| 1   | GK   | ウルグアイ | マウロ・シルベイラ         |
| 2   | DF   | ウルグアイ | パウロ・リマ               |
| 3   | DF   | ウルグアイ | ギジェルモ・ボルタガライ   |
| 4   | DF   | ウルグアイ | フアン・アコスタ           |
| 5   | MF   | ウルグアイ | ニコラス・ケイロス         |
| 6   | MF   | ウルグアイ | ルーカス・モラレス         |
| 7   | MF   | ウルグアイ | ディエゴ・エルナンデス     |
| 8   | MF   | ウルグアイ | ブルーノ・ベグリオ ()      |
| 9   | FW   | ウルグアイ | クリスティアン・フランコ   |
| 10  | FW   | ウルグアイ | マティアス・フォンセカ     |
| 11  | FW   | ウルグアイ | アグスティン・アルバラシン |
| 12  | GK   | ウルグアイ | エンソ・ロペス             |
| 15  | FW   | ウルグアイ | ニコラス・ロヨン           |
| 16  | MF   | ウルグアイ | ホセ・アルベルティ         |

| No. | Pos. |              | 選手名                     |
| --- | ---- | ------------ | -------------------------- |
| 17  | DF   | ウルグアイ   | マルティン・スアレス       |
| 18  | MF   | アルゼンチン | フランシスコ・セロ         |
| 19  | FW   | ウルグアイ   | ファクンド・ミラン         |
| 20  | FW   | ウルグアイ   | ニコラス・アルバラシン     |
| 21  | MF   | ウルグアイ   | ケビン・ロロン             |
| 22  | DF   | ウルグアイ   | セバスティアン・フィゲレド |
| 23  | DF   | ウルグアイ   | エミリアーノ・ガルシア     |
| 24  | FW   | ウルグアイ   | レアンドロ・オトルミン     |
| 25  | FW   | ウルグアイ   | ニコラス・フェレイラ       |
| 26  | FW   | ウルグアイ   | サンティアゴ・グスマン     |
| 27  | FW   | ウルグアイ   | サンティアゴ・ラミレス     |
| 28  | FW   | ウルグアイ   | ルシアーノ・コセンティーノ |
| 29  | DF   | ウルグアイ   | イスマエル・ガルシア       |
| 30  | GK   | ウルグアイ   | フランコ・ロドリゲス       |

## 歴代監督
- オスカル・タバレス (1985)
- グレゴリオ・ペレス (1987)
- ダニエル・カレーニョ (1999-2001)
- サンティアゴ・オストラサ (2002)
- ダニエル・カレーニョ (2005-2006)
- ディエゴ・アギーレ (2007)
- サルバドール・カピターノ (2009)
- ホセ・アルベルト・ロッシ (2009-2010)
- ダニエル・カレーニョ (2010-2011)
- アルフレード・アリアス (2011-2015)
- ガストン・マチャド (2015-2016)
- ホルヘ・ジョルダーノ (2016-2017)

## 歴代所属選手

### GK
- フェルナンド・ヘスス・ゴンサレス
- セルヒオ・アントニオ・マルティネス

### DF
- エドガル・レオナルド・マルティネス
- アルベルト・マルティン・ダ・シルバ
- フアン・ダニエル・アルベス

### MF
- エンソ・フランチェスコリ 1980-1982
- パブロ・ガルシア 1996-1997
- マウロ・カモラネージ 1997
- セバスティアン・エグレン 1999-2002, 2005
- フェルナンド・ファドゥイユ
- シモン・バンデルフーフト
- ビクトル・アドリアン・ファグンデス
- ファクンド・マルティン・マルティネス

### FW
- マルセロ・リパティン 1998
- ホルヘ・マルティネス 2000-2006
- バレー 2003
- ホナタン・チャルケロ
- ダニーロ・ハビエル・ペイナード